# 斯塔半岛
斯塔半岛（挪威語：Stad / Stadlandet），是挪威韦斯特兰郡斯塔市镇的一个半岛。它的气候严酷多风，该国最高的最高风速通常记录在该海角。 
由于气候恶劣，因此可能阻碍挪威沿海的船舶运输。这是建立从卑尔根至奥勒松的快速船客运航线的主要障碍。目前正在建造一个船舶隧道（Stad skipstunnel）使大型船只可以通过。